# Birch Johnson
Birch "Crimson Slide" Johnson (ur. Dublin w stanie Georgia) – amerykański puzonista. Przez 10 lat Birch był członkiem "Blues Brothers Band" i pojawił się jako aktor w filmie "Blues Brothers 2000". Jest absolwentem University of Alabama, otrzymując tytuł Bachelor of Music. W stanie Alabama, studiował u Steve Sample'a. Następnie uczył się w Eastman School of Music, otrzymując tytuł magistra na kierunku wykonywania jazzu.